# Новоивановка (Миллеровский район)
Новоивановка — хутор в Миллеровском районе Ростовской области. Входит в состав Верхнеталовского сельского поселения.

## География
На хуторе имеется одна улица: Виноградная.

## Население
| 2010 |
| ---- |
| 25   |